# Willard, Kansas
Willard är en ort i Shawnee County, och Wabaunsee County, i Kansas. Vid 2010 års folkräkning hade Willard 92 invånare.